# Bò Hàn Quốc

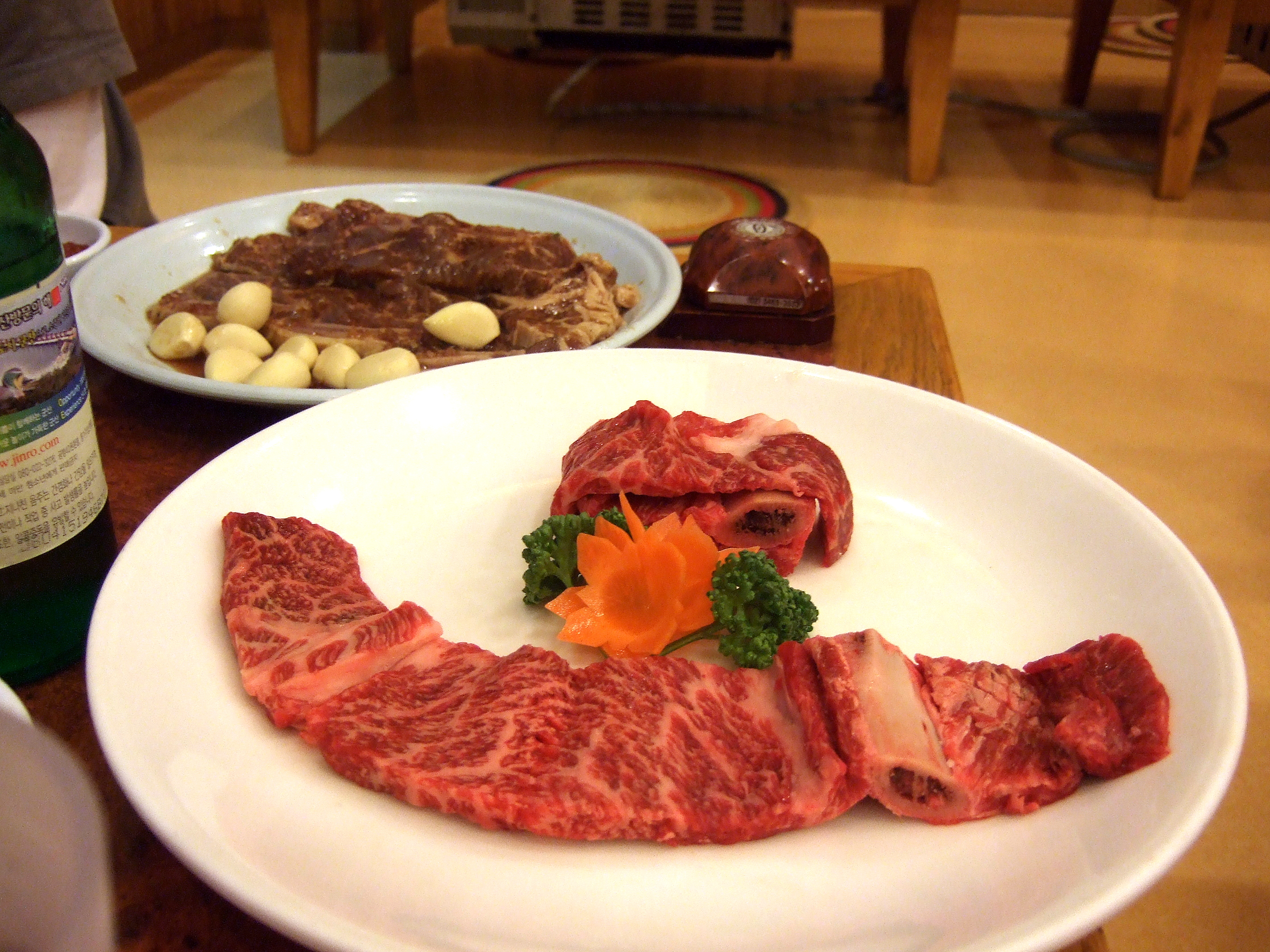
Thịt bò Hàn Quốc

Bò Hàn Quốc hay Hàn ngưu (hangul: 한우; hanja: 韓牛; romaja: Hanwoo) hoặc Bò Triều Tiên (조선우, 朝鮮牛 (Triều Tiên ngưu), Chosunwoo), có tên khoa học: Bos taurus coreanae, là một giống bò thuộc nhóm gia súc được nuôi ở Hàn Quốc. Thời xưa, nó được sử dụng để canh tác cày cấy, nhưng trong thời hiện đại, nó chủ yếu được nuôi để lấy thịt bò.

## Tổng quan

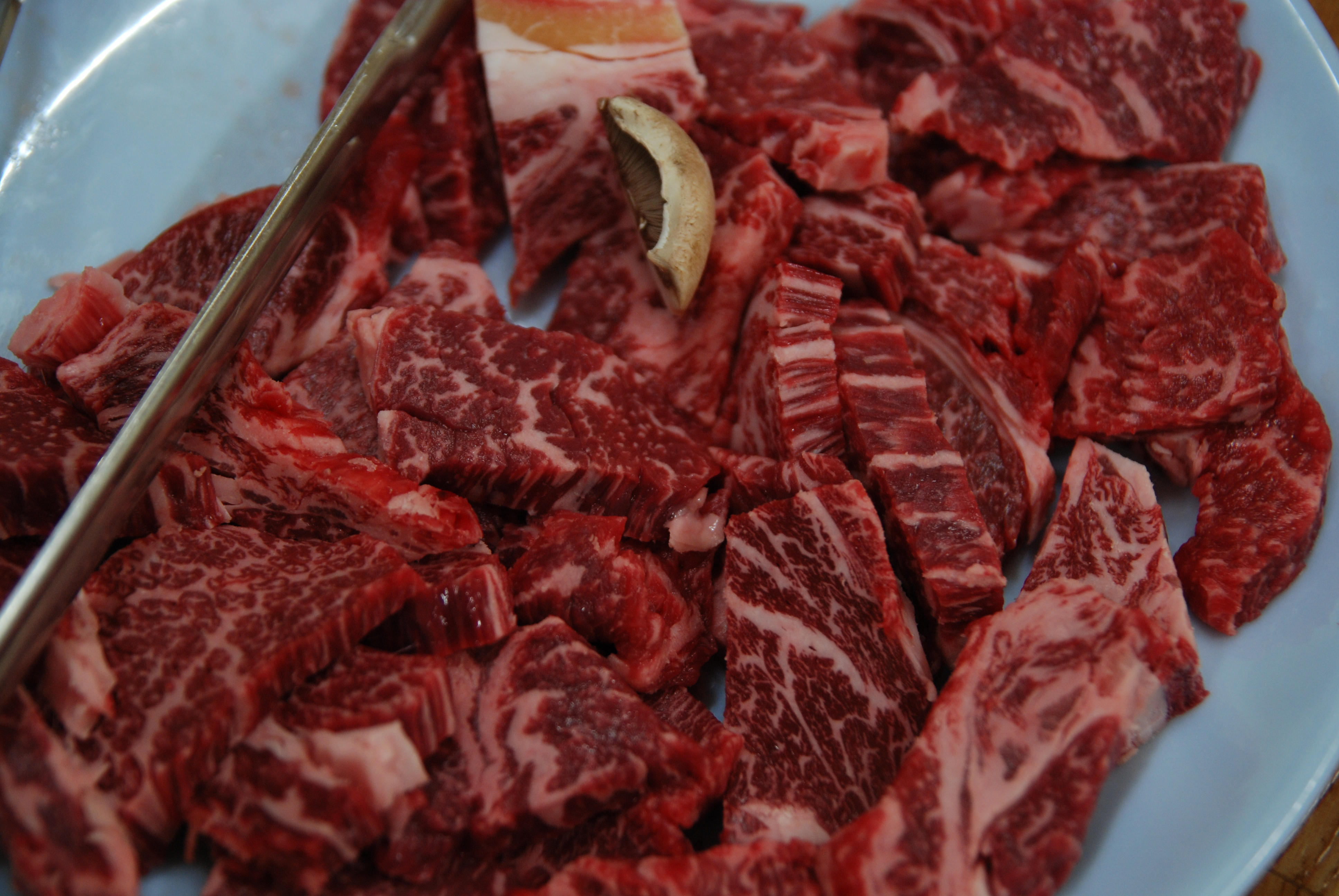
Thịt bò Hàn Quốc

Hanwoo là giống bò bản địa được nuôi lâu đời trên bán đảo Triều Tiên ở vùng Hoengseong, có mục đích kiêm dụng là thịt bò và sức kéo. Tuy nhiên, ngày nay loài bò này chỉ được nuôi lấy thịt và có chất lượng thịt đạt hạng 1++ là hạng cao nhất ở nước này. Người Hàn Quốc tự hào về thịt bò Hanwoo của họ. Đặc điểm chất lượng của thịt bò này là có tỷ lệ mỡ giắt cao, tỷ lệ mỡ giắt ở trong thăn thịt lưng đạt khoảng 24% và đạt chất lượng loại 1++, các sợi cơ nhỏ, các mô liên kết thấp và có mùi rất đặc trưng.
Đây chính là lý do thịt bò Hanwoo rất được người Hàn khoái khẩu mặc dù giá cao hơn nhiều so với thịt Bò Angus đỏ nhập từ Úc hoặc từ Hoa Kỳ. Năm 2012, giá 1 kg thịt thăn bò Hanwoo cao gấp 3,04 lần so với thịt bò nhập khẩu từ Mỹ, cao hơn 2,65 lần so với thịt bò nhập khẩu từ Úc. Vào tháng 2/2012 thì giá bán lẻ 1 kg sườn bò loại 1 của Hanwoo là 39 USD thì cùng loại nhập khẩu từ Hoa Kỳ là 21,2 USD và của Úc là 19 USD. Tháng 1 năm 2012, giá thịt bò thăn của Hanwoo là 53,4 USD/kg (loại cao nhất 1++) so với 36,0 USD/kg thịt thăn bảo ôn. Thu nhập của người chăn nuôi thu được trên một đầu bò thịt Hanwoo của nông dân khá cao.

## Chăn nuôi
Tính chung, đàn bò thịt của Hàn Quốc có tốc độ tăng trưởng đạt 8,05%/năm từ 1.410.233 con năm 2002 lên 3.059.641 con năm 2012. Năm 2012, Hàn Quốc có tổng đầu bò thịt trên 3 triệu con được chăn nuôi trong các trang trại bò thịt có quy mô khác nhau: 32,5% có quy mô trên 1.000 con, 21,6% có quy mô từ 50-99 con, 24,3% có quy mô từ 20-49 con và 21,6% có quy mô từ 1-19 con. Sau khi xảy ra dịch FMD vào cuối năm 2010 thì giá thịt bò giảm xuống 35% trong giai đoạn từ năm 2010 đến 2012 do phát triển nóng lên lượng thịt bò sản xuất ra vượt nhiều so với nhu cầu. 

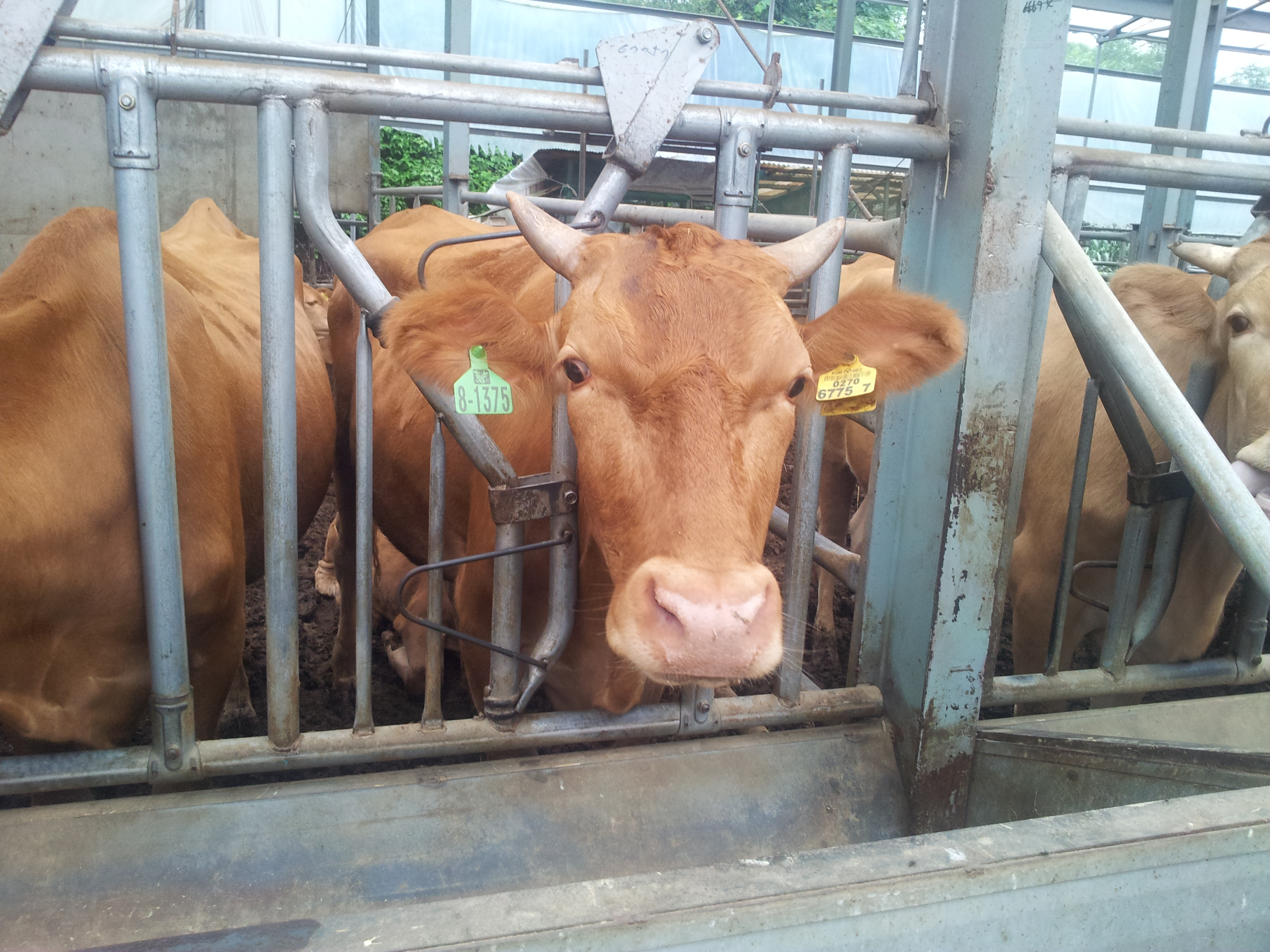
Chăn nuôi bò Hàn Quốc

Để giữ giá cho thịt bò sản xuất trong nước, Bộ Thực phẩm, Nông nghiệp, Lâm nghiệp và Thủy sản Hàn Quốc (MIFAFF đã đầu tư 26,7 triệu USD để hỗ trợ cho người chăn nuôi bò thịt loại bỏ những con bò giống kém chất lượng ở trang trại của họ. Mục tiêu của chính sách này là nhằm loại bỏ 100.000/năm con bò cái giống kém chất lượng tương ứng vào năm 2012 và 2013. Người chăn nuôi sẽ nhận được hỗ trợ 444 USD/con bò cái tơ và 267 USD/con bò cái sinh sản.
Bò Hàn Quốc được chăn nuôi theo hình thức cho ăn TMR là một loại thức ăn hỗn hợp hoàn chỉnh được phối trộn trên cơ sở cân bằng các nguyên liệu thành phần nhằm đáp ứng tối ưu nhu cầu năng lượng, protein, khoáng, vitamin cho các tuổi, giống, nhóm bò có năng suất khác nhau. Tất cả thức ăn thô xanh, ngũ cốc, khoáng, vitamin được làm mềm cơ học và phối trộn đều vì vậy khi bò ăn khó có thể lựa chọn theo sở thích cá thể, các nguyên liệu thành phần có thể được cân bằng số lượng chính xác để khi phối trộn với nhau tạo ra tối ưu cho tiêu hóa của bò ở các giai đoạn, lứa tuổi, nhóm năng suất, mục đích, giống khác nhau.
Tính đến năm 2012, cả nước có 225 nhà máy sản xuất thức ăn TMR trên khắp đất nước và đạt sản lượng trên 1,4 triệu tấn. Tốc độ tăng trưởng về sản lượng thức ăn TMR đạt 14,9%/năm từ 817.777 tấn năm 2008 lên 1.424.067 tấn năm 2012. Giá trung bình cho thức ăn TMR là 360 USD/tấn. Hàng năm, nước này cần không 512 triệu tấn thức ăn TMR cho cả sản xuất trong nước và xuất khẩu. Ví dụ năm 2012, Hàn Quốc nhập khẩu 130 ngàn tấn mùn cưa về làm chất độn chuồng trong chăn nuôi, trong đó có 110 ngàn tấn từ Việt Nam. Nhập 80 ngàn tấn ngô dày ủ xi lô (đựng trọng các túi PE dày, trọng lượng khoảng 500 kg), trong đó 70 ngàn tấn từ Việt Nam.

## Trong ẩm thực

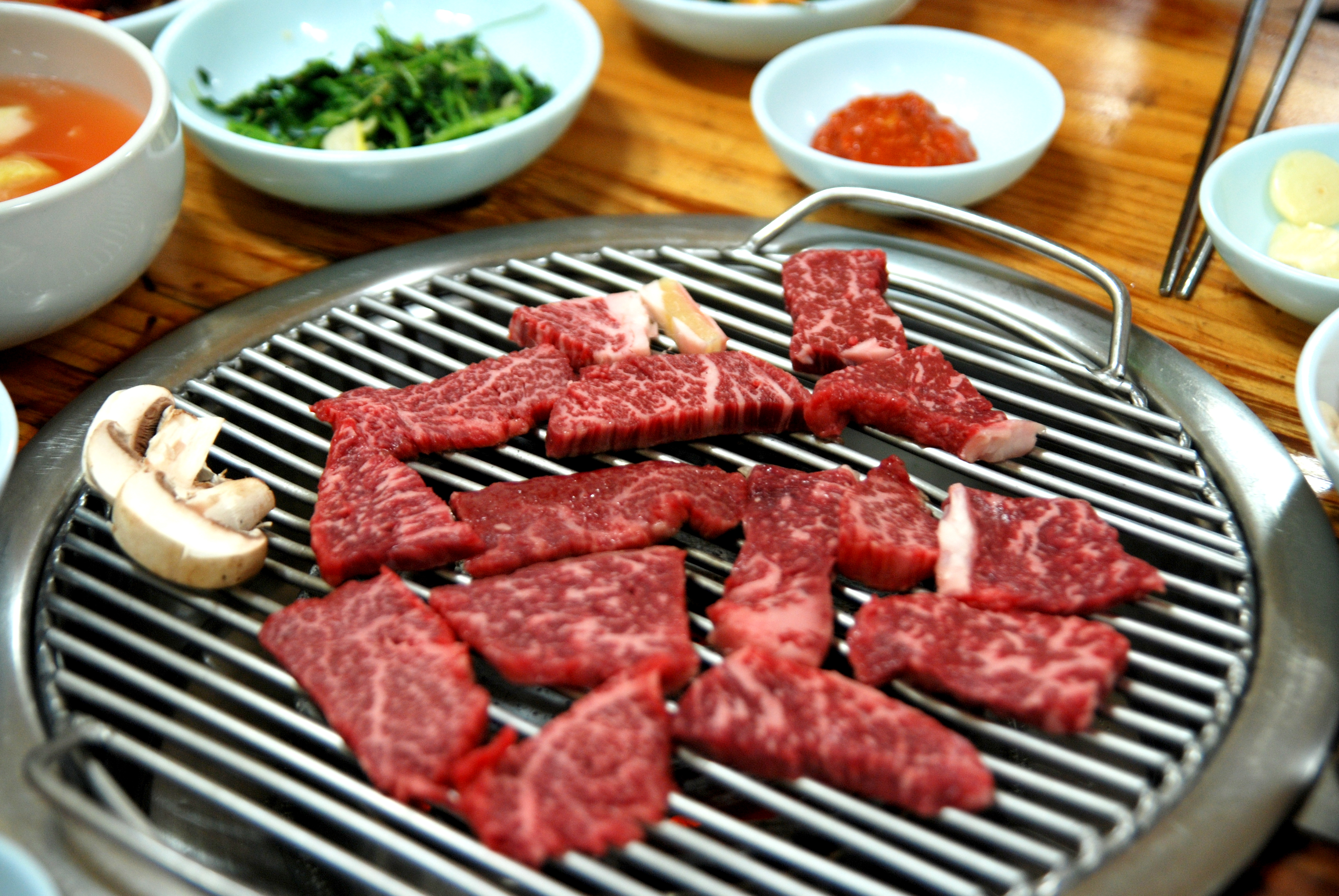
Món sườn nướng Hàn Quốc

Đây là giống bò có chất lượng thịt hảo hạng và là nguyên liệu cho món sườn nướng BBQ kiểu Hàn Quốc. Bò Hàn Quốc có chất lượng thịt ngon và dùng để làm nguyên liệu cho món BBQ Hàn Quốc trứ danh hay còn được biết đến với tên gọi sườn nướng kiểu Hàn Quốc hay Sườn bò nướng Hàn Quốc là món ăn phổ biến vào mùa hè ở Hàn Quốc, món ăn này phù hợp với các bữa tiệc ngoài trời và là món nhậu. Thịt bò mềm, được quấn trong rau, cùng với ít cơm, kim chi, thêm tỏi và hành tây, nước chấm
Neobiani là món thịt bò thái lát ướp tương. Neobiani (chữ Hàn Quốc:너비아니) có nghĩa là thịt bò được thái thành miếng to. Nó khá mềm với nhiều đường khía dao để thấm gia vị. Điều đặc biệt là chế hỗn hợp nước sốt để tạo nên vị đặc biệt cho món sườn nướng kiểu Hàn Quốc này. Trộn đều xì dầu, đường nâu, gừng, tỏi, hạt tiêu, dầu vừng, xì dầu Hàn Quốc vào một khay, dùng đũa khuấy để đường tan. Công đoạn nướng sườn phải thật chú ý nướng vừa tới, không để cho miếng sườn bị cháy, ăn sẽ mất ngon. Làm nóng lò nướng ở nhiệt độ cao trung bình từ 200-250oC. Nướng mỗi bên sườn từ 2-3 phút. Nếu có than hoa nướng sẽ ngon hơn và dậy mùi hơn. Sườn chín tới sẽ có màu cánh gián.
Ngoài ra còn có món Gỏi bò nướng kiểu Hàn Quốc có nét giống với món phở cuốn, nem cuốn ở Việt Nam, điều khác biệt ở đây là nguyên liệu thịt bò nướng có trong thành phần gỏi rất đặc trưng xứ Hàn, thịt bò đã ướp đem nướng than hoặc áp chảo với chút dầu mè. Nướng nhanh 1-2 phút cho chín rới rồi gắp ra. Nước ép của quả lê làm cho thịt mềm. Không nướng lâu quá sẽ làm thịt bị khô và dai. Cho thịt vào cuốn với rau sống, dưa leo, cà rốt, hành lá, ớt. Thêm kim chi cho gỏi cuốn thêm vị chua.